# Ка Салвалајо (Венеција)
Ка Салвалајо (итал. Ca' Salvalajo) је насеље у Италији у округу Венеција, региону Венето.
Према процени из 2011. у насељу је живело 24 становника. Насеље се налази на надморској висини од 5 м.